# Bartolomé González Lorente
Bartolomé González Lorente (Purchena, Almería, Andalucía, 13 de febrero de 1919 - Móstoles, Comunidad de Madrid, 2 de octubre de 1992) fue el primer alcalde democrático de Móstoles tras la Dictadura de Francisco Franco.

## Biografía

### Primeros años
Nació en Purchena (Almería), el 13 de febrero de 1919.
Realizó estudios de medicina que posteriormente abandonó para ser técnico de laboratorio. Con 16 años ingresó en la Juventudes Socialistas y en la UGT. Durante la Segunda República Española ejerció de militar en grado de comandante del Ejército del Aire como piloto. Tras ser encarcelado en dos ocasiones, se exilió en 1961 y permaneció siete años en el extranjero, representando al Gobierno de la República Española en el exilio en Brasil. También residió en Francia, hasta su vuelta a España tras la finalización de la Dictadura de Francisco Franco.

### Alcalde de Móstoles
Su mandato, que duró 12 años, estuvo marcado por diversas actuaciones, centradas principalmente en materia urbanística. Su primer logro fue traer el agua a Móstoles desde el Canal de Isabel II en 1980, ya que hasta entonces la ciudad se abastecía de pozos. El día que se abrió la llave de conducción, el 28 de junio de 1980, es conmemorado como la fiesta local del "Día del Agua". Asimismo, impulsó la pavimentación de una gran cantidad de calles nuevas que surgieron tras la construcción de urbanizaciones de pisos durante el Éxodo rural en los años 70 y 80. También creó el parque de El Soto, situado a las afueras de la ciudad y a las orillas del río Guadarrama.
En 1983, fue elegido diputado en la Asamblea de Madrid tras concurrir a las elecciones autonómicas de ese año en las listas del Partido Socialista Obrero Español, cargo que mantendría durante toda la i legislatura de la Asamblea de Madrid.
Bartolomé González decidió no volverse a presentar a las elecciones municipales de 1991 y se retiró definitivamente de la vida pública. Falleció un año más tarde, el 2 de octubre de 1992, en el Hospital General Universitario de Móstoles. Sus cenizas descansan en el parque de "El Soto".
Antes de fallecer contó sus peripecias en el maquis, recogidas por Luis Calvo Rengel en Semillas de libertad: relatos de su historia recuperada (Asociación Salamanca Memoria y Justicia). En 2019, el escritor salmantino José Manuel Ferreira Cunquero noveló estas historias en su obra Casa baja (Ed. Camelot).